# Gangs of Wasseypur – Part 1
Gangs of Wasseypur – Part 1 (गैंग्स ऑफ वासेपुर – भाग 1) és una pel·lícula èpica de comèdia negra del 2012 en hindi i dirigida per Anurag Kashyap, i escrita per Kashyap i Zeishan Quadri. És la primera part de la pel·lícula Gangs of Wasseypur, centrada en la màfia del carbó de Dhanbad, i les lluites de poder, la política i la venjança subjacents entre tres famílies criminals des de 1941 fins a mitjans dels anys noranta. Part 1 és protagonitzada per Manoj Bajpayee, Richa Chadda, Reema Sen, Piyush Mishra, Nawazuddin Siddiqui, Vineet Kumar Singh, Pankaj Tripathi, Huma Qureshi, Anurita Jha i Tigmanshu Dhulia.
Tot i que ambdues parts es van rodar com una única pel·lícula amb un total de 319 minuts, cap cinema indi projectaria una pel·lícula de cinc hores, de manera que es va dividir en dues parts. Gangs of Wasseypur es va projectar íntegrament a la Quinzena de Cineastes de Canes de 2012, assanyalant que fou una de les úniques pel·lícules en hindi en aconseguir-ho. També es va projectar al Festival de Cinema de Sundance el gener de 2013. Va ser filmada a Varanasi, Bihar i Chunar, amb aquests escenaris inspirant la banda sonora de la pel·lícula, que consisteix principalment en folk indi.
La pel·lícula es va estrenar a les sales el 22 de juny de 2012, però va ser prohibida a Kuwait i Qatar per contingut violent. Deprés de l’estrena, Gangs of Wasseypur – Part 1 va rebre un gran reconeixement de la crítica i va guanyar diversos premis. Va rebre nominacions a la millor pel·lícula i millor director per Kashyap al 55è Festival de Cinema Àsia-Pacífic, i va guanyar el premi a la millor audiografia als 60ns National Film Awards, mentre que Siddiqui va guanyar una Menció Especial per actuar en la mateixa cerimònia. Gangs of Wasseypur – Part 1 també va guanyar quatre Filmfare Awards, inclòs el Premi de la crítica a la millor pel·lícula, mentre que Chadda va guanyar el Premi de la Crítica a la millor actriu, als 58ns Filmfare Awards.
Tot i que no va tenir èxit financer individual, es tracta d'un brut combinat de 50,81 milions de ₹ que va facilitar un rendiment comercial modest gràcies al seu certificat. La pel·lícula és la primera pel·lícula de Huma Qureshi, Anurita Jha i Tigmanshu Dhulia i la primera i la primera pel·lícula de la sèrie Gangs of Wasseypur. També té una pel·lícula seqüela Gangs of Wasseypur - Part 2, protagonitzada per Nawazuddin Siddiqui, Rajkummar Rao, Aditya Kumar i Zeishan Quadri a la seva pel·lícula debut.

## Repartiment
- Manoj Bajpayee com a Sardar Khan, fill de Shahid Khan, marit de Nagma Khatoon Khan i Durga Khan; pare de Danish Khan, Faizal Khan, Babua Khan també conegut com Perpendicular i Definite Khan.
- Richa Chadda com a Nagma Khatoon Khan: la primera esposa de Sardar; mare de Danish, Faizal i Perpendicular; La sogra de Shama i Mohsina.
- Reema Sen com a Durga Khan: la segona esposa de Sardar; la mare de Definite; La madrastra de Danish, Faizal i Perpendicular.
- Piyush Mishra com a Nasir Ahmed, antic ajudant de Shahid Khan; oncle-ajudant de Sardar Khan
- Nawazuddin Siddiqui com Faizal Khan: el segon fill de Sardar i Nagma; germà de Danish and Perpendicular; el mig germà de Definite; El marit de Mohsina.
- Jaideep Ahlawat com a Shahid Khan: pare de Sardar; el sogre de Nagma i Durga; L'avi de Danish, Faizal, Perpendicular i Definite; L'avi de Shama i Mohsina.
- Vineet Kumar Singh com a Khan danès: primer fill de Sardar i Nagma; Germà gran de Faizal i Perpendicular.
- Pankaj Tripathi com a sultà Qureshi, nebot de Sharif Qureshi; germà de Shama Parveen Khan; líder de la família Qureshi
- Vipin Sharma com a Ehsan Qureshi, germà de Sharif Qureshi; oncle del sultà Qureshi, Badoor Qureshi i Shama Parveen Khan
- Jameel Khan com Asgar Khan, nebot de Nasir Ahmed
- Satya Anand com a JP Singh, fill de Ramadhir Singh
- Pramod Pathak en un doble paper com a Sharif Qureshi, alias Sultana Daku, patriarca de la família Qureshi / Badoor Qureshi, fill de Sharif Qureshi
- Huma Qureshi com a Mohsina Hamid Khan: la futura esposa de Faizal; la futura nora de Sardar i Nagma; La futura cunyada de Danish, Perpendicular and Definite
- Anurita Jha com a Shama Parveen Khan: dona del danès; la nora de Sardar i Nagma; La cunyada de Faizal, Perpendicular i Definite
- Tigmanshu Dhulia com a Ramadhir Singh, un polític i un cap de la màfia de la màfia del carbó de Dhanbad; antic cap de Shahid Khan
  - Rajat Bhagat com el jove Ramadhir Singh
- Yashpal Sharma com a cantant ocasional (estrella convidaa)
- Vasan Bala com a cantant a la presó (Bhoos)
- Vicky Kaushal com a espectador de la silueta (sense acreditar)[13]

## Producció

### Desenvolupament
Anurag Kashyap va dir que feia temps que volia fer una pel·lícula a Bihar amb el nom de Bihar, però per diverses raons no va sortir. El 2008 va conèixer Zeishan Quadri (l'escriptor de Gangs of Wasseypur) que li va explicar la història de Wasseypur. Va trobar irreal creure que l'activitat de la màfia i la guerra de bandes existissin a un nivell tan alt. Zeishan va narrar prou històries, però el que realment el va atreure no va ser la guerra de bandes sinó tota la història de l'aparició de la màfia. Segons ell explicar la història a través d'unes famílies és el que li interessava però això també significava un real més llarg. "Tots sabem que existeix la màfia, però què fan, com operen, per què ho fan no ho sabem i això és una cosa que és la base de la pel·lícula".

### Repartiment
Segons Bajpayee, el paper de Sardar Khan és el paper més negatiu que ha fet fins ara. La seva motivació per fer aquest paper va venir del fet que hi havia "alguna cosa nova" amb el personatge de Sardar Khan. Piyush Mishra i Tigmanshu Dhulia van tenir la discreció de decidir qui, entre ells, interpretaria els papers de Nasir i Ramadhir. Mishra va triar el paper de Nasir i Dhulia va interpretar Ramadhir Singh. Chadda va revelar en una entrevista que aquest paper li va ajudar en 11 papers de pel·lícules. Aquesta va ser la primera pel·lícula de Huma Qureshi, i ella la va caracteritzar com el seu "debut de somni". Qureshi va aconseguir aquest paper després que el director Anurag Kashyap la va veure en un anunci de Samsung que dirigia

### Rodatge
Durant el rodatge a Varanasi el desembre de 2010, l'ajudant de director en cap de la pel·lícula, Sohil Shah, va morir mentre interpretava una de les escenes d'acrobàcies. La pel·lícula estava dedicada a Sohil Shah, com es veu als títols inicials. La pel·lícula va acabar la producció a finals de març de 2011, amb Anurag Kashyap que va passar a dirigir la seva següent pel·lícula immediatament a causa de l'accident.
Les parts principals de la pel·lícula es van rodar a pobles propers a Bihar. Shooting also took place in Chunar.
Anurag Kashyap, que va coproduir la pel·lícula amb Sunil Bohra, ha dit que és la seva pel·lícula més cara i, segons es diu, va haver de gastar ₹ 15 crore per pagar als actors. Les dues parts de "Gangs of Wasseypur" juntes costen només ₹18.4 crore. Anurag Kashyap, el director de cinema, va tuitejar: "450 milions tal com s'informa als mitjans de comunicació són falsos".

## Recepció

### Recepció crítica
Al lloc web de l'agregador de ressenyes Rotten Tomatoes, el 94% de les crítiques de 32 crítiques són positives, amb una valoració mitjana de 9,1/10.
Índia
Bikas Bhagat de Zee News va donar a la pel·lícula 4 estrelles de 5, i va concloure que "Així que si voleu experimentar una nova onada de cinema a Bollywood, Gangs of Wasseypur és la vostra pel·lícula. Té algunes moments realment peculiars que us deixaré per explorar a la pel·lícula Mireu-la pel seu pur plaer cinematogràfic!"
Subhash K. Jha d’IANS va donar a la pel·lícula 4 de 5 estrelles, dient que "Brutal, brillant, fosc, sinistre, aterridor en la seva violència i, alhora, salvatgement divertida en la manera com és la vida humana. Gangs of Wasseypur, ignorat, és un embruixat al cor cru i accidentat que no s'ha de perdre." Taran Adarsh de Bollywood Hungama va donar a la pel·lícula 3,5 estrelles sobre 5, dient que "En general, Gangs of Wasseypur simbolitza el nou cinema indi sense por que trenca els tòpics. i fórmules convencionals, una cosa per la qual Anurag Kashyap ha arribat a ser reconegut. Té tots els aspectes d'un animador, però amb una diferència. Però, vull repetir, cal tenir un estòmac molt fort per gaudir d'una pel·lícula com Gangs of Wasseypur. A més, aquesta sorprenent experiència de veure pel·lícules té una durada colossal. Les reaccions, per tant, serien extremes. Gangs of Wasseypur s'adreça a aquell segment d'espectadors que busquen el plaer de veure pel·lícules dures, fortes i contundents."
Rajeev Masand de CNN-IBN va donar a la pel·lícula 3,5 estrelles de 5, i va concloure que "Reforçada per les seves actuacions fascinants i la seva emocionant dinàmica argumental, aquesta és una pel·lícula captivadora que capta tota la vostra atenció. Dono tres i mig de cinc per a Gangs of Wasseypur d'Anurag Kashyap Malgrat la seva narrativa de tant en tant indulgent, aquesta saga plena de bales és digna de repetir-la, encara que sigui només per copsar-ne tots els matisos. No us la perdeu." Mansha Rastogi de Now Running va donar a la pel·lícula 3,5 estrelles sobre 5, comentant que "Gangs of Wasseypur funciona com un explosiu i et deixa amb ganes de més Gangs of Wasseypur - Part 2 sens dubte serà una pel·lícula molt esperada, mentrestant, devoreu part 1!"
Madhureeta Mukherjee de The Times of India va donar a la pel·lícula 3,5 estrelles sobre 5, dient que "el director Anurag Kashyap, en el seu estil característic d'explicar històries: realista, amb personatges forts, seqüències exagerades i sabor local sense adulterar (maa-behen gaalis cru), una violència crua i horripilant: és interessant que fa girar aquesta història retorçada, és realment ambiciosa amb una durada tan llarga i sinuosa i subtrames aleatòries, innombrables personatges. Una narració d'estil documental recolzada amb muntatges en blanc i negre de la història real, perd sang a la segona part a causa de l'excés d'indulgència del director. Així que, aferra't a les teves armes, gamchas i 'womaniyas'."
Saibal Chatterjee de NDTV va donar a la pel·lícula 3,5 estrelles sobre 5, i va concloure que "Pot ser que no sigui per als dèbils de cor i els curiosos. Gangs of Wasseypur és un cop de KO de pes pesat. Estàs abatut al recompte!" Blessy Chettiar d'ADN va donar a la pel·lícula 3,5 estrelles sobre 5, comentant que "Tot i que hi ha moltes coses per a la Part 1, sempre hi ha alguna cosa que no funciona, una cosa que et deixa decepcionat després de totes aquestes expectatives. Potser és una esperança d'una aclaparadora Part 2. Esperem i mirem".
Per contra, Raja Sen de Rediff va donar a la pel·lícula 2,5 estrelles sobre 5, i va concloure que "És l'excés el que sufoca tota la màgia, l'originalitat s'extingeix per falta d'espai per respirar. Kashyap obté sabor, ambientació i personatge correcte, però la manca d'economia paralitza la pel·lícula. Hi ha molts trets, però com els bons actors que omplen els seus decorats, Wasseypur dispara massa espais en blanc."
Mayank Shekhar de theW14.com va dir: "La majoria de les pel·lícules tenen un començament definit (punt d'inici), mig (punt d'inflexió) i final (punt alt), o el que els dramaturgs anomenen l'estructura de tres actes en un guió. No sembla ser-hi aquí, almenys a primera vista. El gènere al qual s'acosta més aleshores és una èpica, escrit amb E majúscula, semblant a dir la trilogia El Padrí de Francis Ford Coppola, o la inspiració immediata d'aquesta pel·lícula. Gangs of New York (2002) de Martin Scorsese hauria estat una novel·la gràfica estilitzada, però t'hauries perdut una partitura de fons memorable i un disseny sonor sorprenent.
Internacional
La pel·lícula té crítiques internacionals positives. Deborah Young, de The Hollywood Reporter, va qualificar la pel·lícula com "un viatge extraordinari per l'espectacular i exagerada realització cinematogràfica de Bollywood". En referència a la violència i el ritme de la pel·lícula, diu que "Gangs of Wasseypur posa a Tarantino en un racó amb el seu domini genial de la violència inspirada i de referència cinematogràfica, personatges irònics i ritme sense alè". Maggie Lee de Variety assenyala que Kashyap mai deixa que les seves diverses influències dels clàssics de la màfia italoamericana de la vella escola a la Coppola, Scorsese i Leone, així com el thriller de crim "Animal Kingdom" de David Michod, anul·lin el distint color indi. Anomenant la pel·lícula "el fill amorós de Bollywood i Hollywood", sent que la pel·lícula era "per torn polveritzant i poètica en la seva representació de la violència". Lee Marshall de Screen International escriu "el guió alterna d'una manera atractiva entre escenes de violència de vegades que s'agita l'estómac i moments de comèdia domèstica, fetes més saboroses per línies de diàleg durs com "a Wasseypur fins i tot els coloms volen amb una ala, perquè necessiten que l'altra els tapi el cul". Descriu la lletra de la cançó "com si l'hagués pronunciat un cor grec de punks de carrer" comentant amb sarcasme el que està passant a la pantalla.

### Taquilla
Gangs of Wasseypur va recaptar ₹10.63 crore el primer cap de setmana i ₹17.70 crore en la primera setmana. Gangs of Wasseypur – Part 1 va recaptar un total mundial de ₹35.13 crore.
La festa d'èxit de la pel·lícula es va celebrar a Escobar a Bandra, Mumbai el dijous 5 de juliol, al capvespre.